# معاملة المثليين في جامايكا
قد يواجه الأشخاص من المثليين والمثليات ومزدوجي التوجه الجنسي والمتحولين جنسياً (اختصاراً: LGBT) وخاصة الرجال في جامايكا تحديات قانونية لا يواجهها غيرهم من المغايرين جنسيا. يعاقب على السدومية و/أو الجنس من الدبر بالسجن مدى الحياة و/أو الأشغال الشاقة. من ناحية أخرى، فإن السلوك الجنسي بين النساء قانوني.
وصفت بعض جماعات حقوق الإنسان جامايكا بأنها أكثر البلدان المعادية للمثليين في العالم بسبب ارتفاع مستوى جرائم العنف الموجه ضد مجتمع المثليين. قالت وزارة الخارجية الأمريكية أنه في عام 2012: «رهاب المثلية واسع الانتشار في البلاد».
قالت حكومة جامايكا في عام 2012 إنها «ملتزمة بالمعاملة المتساوية والعادلة لمواطنيها، وتؤكد أن أي فرد يُزعم أن حقوقه قد انتهكت له الحق في التماس التعويض». زعمت الحكومة أيضًا أنه «لا يوجد تمييز قانوني ضد الأشخاص على أساس توجههم الجنسي» وأنها «تعارض التمييز أو العنف ضد الأشخاص مهما كان توجههم الجنسي».
ادعى مساعد مفوض الشرطة قبل تقاعده مباشرة في يوليو 2012 أن سمعة جامايكا كراهية للمثليين جنسيا كانت مجرد «ضجيج» وأن حياة المثليين تتحسن. وأشار إلى أن المشكلة الحقيقية تتمثل في جرائم الأفراد من المثليين ضد بعضهم، وأفراد المجتمع الذين يرتدون ملابس مغايرة في العلن.
```
==القوانين والسياسات، والدستور الجامايكي==
```

## القوانين والسياسات، والدستور الجامايكي

### تاريخ تجريم الأشخاص المثليين
اعتمدت جزر الكومنولث الكاريبية قوانين السدومية البريطانية. ومع ذلك، لم يتم تنظيم هذه القوانين بشكل صارم في منطقة البحر الكاريبي كما في المملكة المتحدة حتى العصر الفيكتوري قبل هذه الحقبة، كانت هناك روايات عن مستوطني الجزيرة البريطانيين الذين شاركوا في السدومية، والتي قد ترتبط بحقيقة أن المستعمرين الأوائل كانوا معظمهم من الرجال. كانت مجتمعات العبيد في جامايكا وبقية منطقة البحر الكاريبي البريطانية مكونة من رجال ونساء من غرب أفريقيا، وكان الرجال أكثر رواجًا من قبل مالكي العبيد.
في إنجلترا، تم تحرير قانون السدومية لعام 1861 في عام 1967. وبحلول هذه المرحلة، حصلت جامايكا بالفعل على استقلالها في عام 1962، وبالتالي فإن قانون السدومية الذي تم تبنيه من القانون البريطاني، لا يزال سارياً حتى يومنا هذا. 

### القوانين ضد النشاط الجنسي المثلي بين الرجال: قانون الجرائم ضد الأشخاص (1864)
لا تجرم قوانين جامايكا وضع كون الشخص من مجتمع المثليين، بل تحظر السلوك. ينص «قانون الجرائم ضد الأشخاص» على ما يلي:
المادة 76. الجرائم غير الطبيعية. كل من يدان بجريمة الجنس من الدبر البشعة، المرتكبة إما مع الجنس البشري أو مع أي حيوان، يكون عرضة للسجن والاحتفاظ به لأشغال شاقة لمدة لا تتجاوز عشر سنوات.
المادة 77. محاولة. كل من يحاول ارتكاب الجريمة البشعة المذكورة، أو يكون مذنبا في أي اعتداء بقصد ارتكابها، أو بأي اعتداء بذيء على أي شخص ذكر، يكون مذنبا بارتكاب جريمة جنائية، ويكون محكوما عليه بالسجن لمدة لا تتجاوز سبع سنوات، مع أو بدون عمل شاق.
القسم 79. الاعتداء على الحشمة. أي شخص ذكر ارتكب، أو بشكل عام، أو كان طرفاً في ارتكاب، أو ارتكب أو حاول القيام بارتكاي أي فعل بذيء جسيم مع شخص ذكر آخر، تكون الجنحة، وإدانتها، مسؤولة وفقًا لتقدير المحكمة بالسجن لمدة لا تتجاوز عامين، مع أو بدون عمل شاق.
لم يتم تعريف «الفاحشة الجسيمة» من قبل «قانون الجرائم ضد الأشخاص» ولكن تم تفسيره على أنه «يشير إلى أي نوع من العلاقة الحميمة الجسدية»، بما في ذلك مجرد مسك الأيادي.
وفقًا لـمنظمة هيومن رايتس ووتش، بصرف النظر عن عدد المرات التي يدان فيها الأشخاص بتهمة الجنس من الدبر أو الفاحشة الجسيمة، «فإن الاعتقالات ذاتها ترسل رسالة». تنشر الصحافة الجامايكية أسماء الرجال الذين قُبض عليهم بسبب هذه الجرائم، «وتفضحهم وتعريضهم لخطر الإصابة البدنية». قانون الفاحشة الجسيمة في المادة 79 جعل الأشخاص المثليين «عرضة للابتزاز من الجيران الذين هددوا بإبلاغ الشرطة عليهم كجزء من مخططات الابتزاز».
القسم 80. مسائل أخرى. يجوز لأي شرطي أن يحتجز، دون أمر قضائي، أي شخص يجد الكذب أو التسكع في أي طريق سريع أو ساحة أو أي مكان آخر خلال الليل، أي الفترة الفاصلة بين الساعة 7 مساءً والساعة 6 مساءً "ساعة في صباح اليوم التالي من اليوم، والذي سيكون لديه سبب وجيه للاشتباه في ارتكابه، أو على وشك ارتكاب أي جناية في هذا القانون المذكور، ويأخذ هذا الشخص، في أقرب وقت ممكن، قبل أن يكون قاض، يتم التعامل معه وفقًا للقانون.
تتمتع الشرطة بسلطة تقديرية كبيرة في احتجاز الأفراد بموجب المادة 80. وتستخدم هذه القوانين وغيرها من القوانين من قبل الشرطة لاحتجاز الرجال الذين يمارسون السدومية أو الذين يسيئون معاملة الحيوانات.

### جهود إلغاء التجريم
أصدر البرلمان الأوروبي في عام 2005 قرارًا يدعو جامايكا إلى إلغاء «قوانين السدومية القديمة والتمييزية ومكافحة رهاب المثلية على نطاق واسع».
في أعقاب تعهد رئيسة وزراء جامايكا بورشيا سيمبسون بأنه «لا ينبغي التمييز ضد أي شخص بسبب توجهه الجنسي»، رفعت الناشط في حقوق المثليين والمثليات ومزدوجي التوجه الجنسي والمتحولين جنسياً موريس توميلنسون قضية ضد جامايكا في لجنة الدول الأمريكية لحقوق الإنسان في فبراير 2012. وقد فر من البلاد بسبب تهديدات بالقتل بعد أنباء عن زواجه من رجل آخر في كندا وصلت إلى وسائل الإعلام المحلية. لم يتم تحديد موعد للجلسة الأولى.

### جهود لزيادة العقوبات الجنائية
في عام 2009، صرح إرنست سميث، عضو حزب العمال في البرلمان، خلال نقاش برلماني بأن «الأنشطة الجنسية المثلية يبدو أنها استولت على» جامايكا، ووصف المثليين بأنهم «مسيئون» و «عنيفون»، ودعا إلى قانون أكثر صرامة يحظر السلوك المثلي بين الرجال من شأنه أن يفرض عقوبات تصل إلى السجن مدى الحياة.

### غياب القوانين التي تحمي الناس المثليين من التمييز
وفقًا للجنة الدول الأمريكية لحقوق الإنسان، فإن جامايكا «لا يوجد فيها قانون يمنع التمييز ضد أي فرد على أساس توجهه الجنسي أو هويته الجندرية أو تعبيره عنها. لا يوجد تشريع يتناول جرائم الكراهية في جامايكا».

### ميثاق الحقوق الجامايكي
في عام 2011، تمت إضافة ميثاق الحقوق الجامايكي رسميًا إلى الدستور الجامايكي (الفصل 3). في حين أنه يضمن لجميع المواطنين العديد من الحقوق المدنية والسياسية، فإنه ينص بوضوح على أن الميثاق لا يبطل القوانين التي تتناول الجرائم الجنسية أو المواد الإباحية أو «التعريف التقليدي للزواج». من الناحية الوظيفية، هذا لا يعني أي تغيير في الوضع القانوني «للمثليين».

## الأحزاب السياسية الجامايكية
لم يعرب أي من الحزبين السياسيين الرئيسيين في جامايكا عن أي دعم رسمي لحقوق المواطنين المثليين.
ومع ذلك، في نقاش تلفزيوني في أواخر ديسمبر 2011 بين زعيمة المعارضة (ورئيسة الوزراء السابقة) بورشا سيمبسون-ميلر عن حزب الشعب الوطني ورئيس الوزراء آنذاك أندرو هولنس، قالت إنها ستفكر في تعيين أي شخص تشعر أنه كان الأكثر تأهلا لحكومتها بغض النظر عن توجهه الجنسي، وأضافت أنها أرادت أن ترى بأن تسمح الأحزاب الرئيسية بتصويت الضمير بشأن قضايا حقوق المثليين في البرلمان. على الرغم من انتقاد سيمبسون ميلر من قبل بعض المحافظين الاجتماعيين بسبب موقفها، فاز الحزب الوطني التقدمي بفوز كاسح في الانتخابات بعد أيام.
خلال انتخابات عام 2001، اعتمد حزب العمال الجامايكي أغنية "تشي تشي مان" (بالإنجليزية: Chi Chi Man)‏ من قبل الفرقة "تي. أو. كاي.(بالإنجليزية: T.O.K)‏، المثيرة للجدل بسبب كلماتها التي تروج لقتل المثليين جنسيا، كأغنية للحزب.
في أبريل 2006، تعهد زعيم المعارضة ورئيس الوزراء المستقبلي بروس غولدينغ بأن «المثليين جنسياً لن يجدوا أي عزاء في أي حكومة يشكلها». وبعد مرور عامين، عندما سئل عما إذا كان من الممكن أن يكون شخص من مجتمع المثليين في مجلس الوزراء، «بالتأكيد، يمكن أن يكونوا في أي مجلس الوزراء - ولكن ليس في مجلس الوزراء خاصتي».
تعارض الأحزاب السياسية الجديدة أو الصغيرة، بغض النظر عن فلسفتها السياسية، حقوق المثليين. تعارض الحركة الوطنية الديمقراطية المحافظة حقوق المثليين على أسس دينية إلى جانب الأحزاب الاقتصادية الأكثر يسارية مثل حزب الشعب الوطني والتحالف الوطني الجديد.

## حراك حقوق المثليين في جامايكا

### منظمات الدفاع عن حقوق المثليين

#### المنتدى الجامايكي للمثليات وجميع الجنسانيات والمثليين
تحرير
تأسس المنتدى الجامايكي للمثليات وجميع الجنسانيات والمثليين (J-FLAG) في ديسمبر 1998، ويعمل أعضاءه في السر وهم مجهولو الهوية. وهي أول منظمة لحقوق الإنسان من المثليين في تاريخ جامايكا، وتشمل جهودها الرئيسية الإصلاح القانوني والدعوة، والتعليم العام، والتدخل في الأزمات، وبرامج الدعم.

#### نوعية المواطنة جامايكا
«نوعية المواطنة جامايكا» (بالإنجليزية: Quality of Citizenship Jamaica)‏، التي أسستها جالنا بروديريك وأنجيلينا جاكسون في عام 2013، كانت منظمة تعمل على خلق مساحات آمنة لتمكين مجتمع المثليين. كان هدفها الأساسي هو تحسين حياة النساء المثليات ومزدوجات التوجه الجنسي وكذلك المتحولين جنسيا، وكان جزء من رؤية المنظمة تعزيز فرص الرعاية الصحية للنساء والشباب من مجتنع المثليين، وخاصة فيما يتعلق بالصحة العقلية والتوعية بفيروس نقص المناعة البشرية/الإيدز. في زيارته لجامعة جزر الهند الغربية في كينغستون، صرح رئيس الولايات المتحدة باراك أوباما عن جاكسون:
بدلاً من التزام الصمت، اختارت أن تتحدث علناً وأنشأت منظمتها الخاصة للدفاع عن نساء من أمثالها، وعلاجهن ومعاملتهن على العدالة، ومقاومة الصور النمطية، وإعطائهن بعض الشعور بقوتهن.
أنهت منظمى «نوعية المواطنة جامايكا» عملياتها في عام 2018.

### أشخاص مهمون

#### موريس توملينسون
موريس توملينسون هو محامي جامايكي وأستاذ قانون وناشط في مجال حقوق المثليين يعيش حاليًا في تورونتو، أونتاريو، كندا. في عام 2011، نشرت صحيفة «جامايكا أوبزرفر»، مقالة مع صورة له مع زوجه الكندي خلال حفل زفافهما. بعد نشر المقال، بدأ توملينسون يتلقى تهديدات بالقتل وانتقل إلى تورونتو. في 27 نوفمبر 2015، رفع دعوى قضائية أمام المحكمة العليا الجامايكية للطعن في قانون «الجنس من الدبر» في البلاد. وقال في ملفات المحكمة، «قوانين جامايكا التي تجرم العلاقة الجنسية بالتراضي بين الرجال تجعلني في الأساس مجرمًا لم يتم القبض عليه». ويقول إن قانون عام 1864 ساء عندما تمت إضافة شرط المدان لحمل هوية الجاني في عام 2011، ويعاقب عليه بالسجن لمدة 12 شهرًا إضافية وغرامة قدرها مليون دولار. يقول أن القانون ككل يشجع العنف، وفي مدونة لجمعية حقوق الإنسان أولاً في يناير، 2016، ذكر ما يلي:
تقدمت بطعن دستوري ضد قانون السدومية في جامايكا، مستشهدا بانتهاك القانون للحماية المنصوص عليها في ميثاق جامايكا للحقوق والحريات الأساسية. وتشمل هذه الحقوق الحق في الحرية وحرية الشخص، وحرية التعبير، والخصوصية والحياة الأسرية، والتحرر من العقوبة اللاإنسانية أو المهينة أو غيره من ضروب المعاملة، من بين أمور أخرى.

#### كارولين غوميز
كارولين غوميز هي حاليا المديرة التنفيذية لائتلاف المجتمعات الضعيفة في منطقة البحر الكاريبي، الذي يعمل مع سكان الكاريبي المعرضين بشكل خاص لفيروس نقص المناعة البشرية/الإيدز ولديهم حواجز اجتماعية ومالية تمنعهم من العلاج والمساعدات. قبل تولي هذا الدور في يناير 2014، عملت غوميز كمديرة تنفيذية لجمعية «جامايكا من أجل العدالة»، التي أسستها في كينغستون في عام 1999 من أجل سد الفجوة اللازمة في جامايكا لمجموعة عمل من أجل حقوق المواطنين تعمل نحو القضاء على الفساد في النظام القضائي والمجال العام وكذلك الاختلالات في النظام الاجتماعي والاقتصادي. استقالت من جمعية «جامايكا من أجل العدالة» في عام 2013 بعد غضب على مستوى البلاد منومنشورات التربية الجنسية التي تنتجها المنظمة للمراهقين، بسبب ذكرهم لممارسة الجنس الشرجي. تتحدث عن قضايا المثليين من حيث علاقتها بتنظيمها، ويعزى ذلك جزئيًا إلى حقيقة أن أختها هي امرأة مثلية الجنس.

### الرأي العام العالمي
قالت لجنة الدول الأمريكية لحقوق الإنسان في عام 2012 أن "التمييز القائم على أساس التوجه الجنسي والهوية الجندرية والتعبير عنها منتشر على نطاق واسع في جميع أنحاء جامايكا... والتمييز ضد أولئك من المثليات والمثليين ومزدوجي التوجه الجنسي والمتحولين جنسيا، وثنائيي الجنس". .. راسخة في مؤسسات الدولة في جامايكا. أولئك الذين ليسوا من المغايرين جنسيا أو ليسو متوافقي الجنس يواجهون وصمة عار سياسية وقانونية، وعنف الشرطة، وعدم القدرة على الوصول إلى النظام القضائي، وكذلك الترهيب والعنف والضغط في منازلهم ومجتمعاتهم".
قالت منظمة هيومن رايتس ووتش في عام 2012 إنه بسبب رهاب المثلية، «المدافعون عن حقوق الإنسان الذين يدافعون عن حقوق المثليين ليسوا آمنين في جامايكا».

### الأمم المتحدة
انتهى «الاستعراض الدوري الشامل» لجامايكا في عام 2011 تحت رعاية مجلس حقوق الإنسان التابع للأمم المتحدة. في تقريرها:

وأكدت جامايكا أنه على الرغم من أن ممارسة الجنس بالتراضي بين الذكور البالغين لا يزال محظوراً بموجب القانون، فليس هناك تمييز قانوني ضد الأشخاص بسبب توجههم الجنسي. وأشارت جامايكا إلى أن القانون الجامايكي لا يجرّم توجهات المثليين والمثليات ومزدوجي التوجه الجنسي والمتحولين جنسيا، كما أن الحكومة لا تتغاضى عن التمييز أو العنف ضد المثليين والمثليات ومزدوجي التوجه الجنسي والمتحولين جنسيا. وأضافت أنه لم تكن هناك حالات موثوق بها للاعتقال التعسفي و/أو مضايقة هؤلاء الأشخاص من قبل الشرطة، ولم تكن هناك أي سياسة رسمية من هذا القبيل. وبالمثل، لم يكن هناك أي دليل على مقتل أي شخص من ذوي المثليين والمثليات ومزدوجي التوجه الجنسي والمتحولين جنسيا على يد جماعات. أكدت جامايكا أن قضية المثلية الجنسية لدى الذكور كانت ذات حساسية كبيرة في المجتمع الجامايكي، حيث ترتكز القيم الثقافية، المعايير الدينية والأخلاقية على رفض سلوك المثلية الجنسية من قبل الغالبية العظمى من الجامايكيين؛ وأن الحكومة ملتزمة بضمان حماية جميع المواطنين من العنف.
خلال اجتماع مجموعة العمل الخاصة بالاستعراض الدوري الشامل، شجعت أستراليا جامايكا على إلغاء قوانينها ضد أنشطة المثليين جنسيا وإدانة التصريحات المعادية للمثليين الجنسية الصادرة عن شخصيات عامة.  أعربت هولندا عن قلقها بشأن مضايقة الأشخاص المثليين والمثليات ومزدوجي التوجه الجنسي والمتحولين جنسيا، وذكرت أن التشريع الذي يجرم الأنشطة الجنسية المثلية بالتراضي قد يسهم في المشكلة. ظلت الولايات المتحدة تشعر بالقلق إزاء استمرار التمييز والعنف والاستغلال، وخاصة ضد مجتمع المثليين والمثليات ومزدوجي التوجه الجنسي والمتحولين جنسيا.
صرحت سلوفينيا بأن إساءة معاملة ومضايقة المثليين والمثليات ومزدوجي التوجه الجنسي والمتحولين جنسيا من قبل موظفي إنفاذ القانون «تبعث على القلق الشديد». شجعت المملكة المتحدة جامايكا على تعزيز التسامح وإنهاء التمييز ضد المثليين. أعربت السويد عن قلقها إزاء تجريم ممارسة الجنس بالتراضي بين الرجال واستفسرت عما إذا كانت هناك مبادرات لإلغاء تجريمه.
رفضت جامايكا دعم التوصيات المقدمة بشأن حقوق المثليين. رداً على الأسئلة المتعلقة بالتوجه الجنسي، لاحظت جامايكا أن التوجه الجنسي لم يتم تجريمه، فقط الفعل المحدد. ذكرت جامايكا أنها على علم بوجود المخاوف ولاحظ أن هذه كانت قضية حساسة ". بالإضافة إلى ذلك، "أوضحت جامايكا أن الحكومة قد رفعت وعي الجمهور" حول التوجه الجنسي والتمييز و "ستواصل القيام بذلك، ولكن هذا يحتاج إلى موارد".

## الظروف الاجتماعية

### العنف المعادي للمثليين

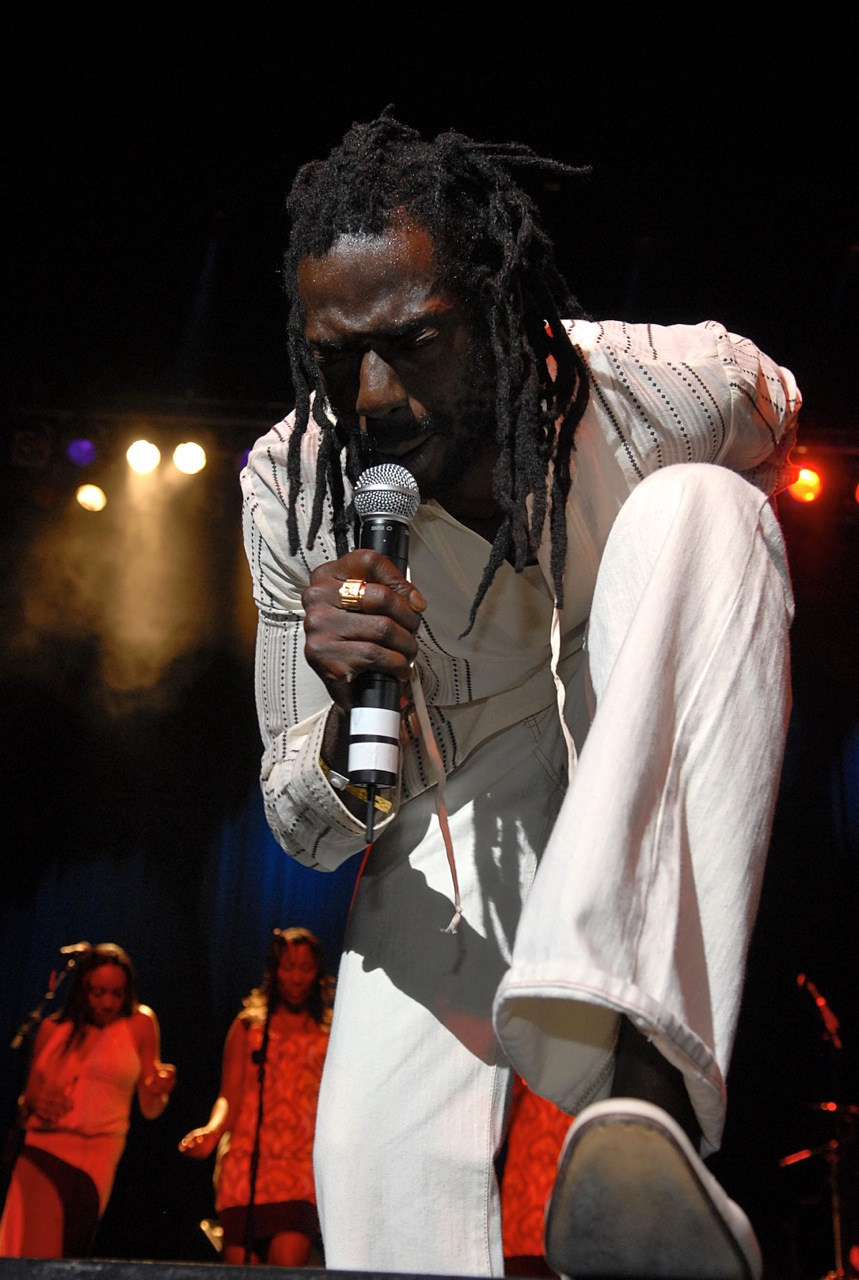
أثار الموسيقار الجامايكي بوجو بانتون انتقادات بسبب كلمات تدعم قتل الرجال المثليين.

اتفقت المنظمات غير الحكومية المعنية بحقوق الإنسان والكيانات الحكومية على أن العنف ضد المثليين، بشكل أساسي من قبل المواطنين العاديين، كان واسع الانتشار في عام 2012. المنتدى الجامايكي للمثليات وجميع الجنسانيات والمثليين في عام 2012 «تابع للإبلاغ عن انتهاكات خطيرة لحقوق الإنسان، بما في ذلك الاعتداء بالأسلحة الفتاكة،»الاغتصاب التصحيحي «للنساء المتهمات بكونهن مثليات، والاعتقال التعسفي، وهجمات العصابات، والطعن، ومضايقة المرضى المثليين والمثليات من قبل العاملين في المستشفيات والسجون، وإطلاق النار على هؤلاء الأشخاص».
«لم تحقق الشرطة في كثير من الأحيان في مثل هذه الحوادث. خلال العام، تلق المنتدى 68 تقريرًا عن المضايقة أو الإيذاء بدوافع جنسية، والتي شملت 53 حالة من محاولات الاعتداء أو الاعتداء الفعلي، بما في ذلك ما لا يقل عن عمليتي قتل، و 15 تقريرًا عن عمليات تحويل السبيل. أظهرت بيانات المنتدى أن الشباب الذين تتراوح أعمارهم بين 18 و 29 عامًا واصلوا تحمل وطأة العنف القائم على التوجه الجنسي». في سجون جامايكا، كانت هناك تقارير عديدة في عام 2012 عن أعمال عنف ضد السجناء المثليين، ارتكبها الحراس والسجناء الآخرون، لكن قلة من السجناء طلبوا العون من خلال نظام السجون.
تلقت منظمة العفو الدولية «العديد من الأنباء عن قيام أعضاء في المجتمع بالتهجم على المثليين من قبل أفراد من المجتمع، وسوء المعاملة أو التعذيب من قبل الشرطة. تعرض الرجال المثليون والنساء المثليات للضرب والقطع والحرق والاغتصاب وإطلاق النار بسبب النشاط الجنسي ... نحن قلقون من أن هذه التقارير ليست سوى قمة جبل الجليد، فالعديد من الرجال والنساء المثليين في جامايكا يخشون الذهاب إلى السلطات وطلب المساعدة». وقد دفع هذا العنف العديد من المثليين إلى الهجرة ومئات من المثليين الجامايكيين لطلب اللجوء في المملكة المتحدة وكندا والولايات المتحدة.
العنف ضد المصابين بفيروس نقص المناعة البشرية أمر شائع، ولكن التداعيات القانونية للمعتدي نادرة. ووصف برنامج الأمم المتحدة المشترك المعني بفيروس نقص المناعة البشرية/الإيدز الممثلين عن جامايكا بأنهم يغضون الطرف نحو العنف المعادي للمثليين ويصفونه ب«التمييز المقنن» وادعى أن العنف أدى بوباء فيروس نقص المناعة البشرية مزيد من السرية، مما يجعل الحصول على العلاج والتوعية أكثر صعوبة.
في يناير 2018، حظرت جامايكا ستيفن أندرسون، من الكنيسة المعمدانية للمؤمنين بالكلام في تمبي، أريزونا، وهو قسيس معاد للمثليين ينكر حدوث الهولوكوست بعد احتجاجات من نشطاء في الجزيرة. وقال القس إنه كان على وشك الصعود على متن رحلة إلى كينغستون عندما أبلغ أنه لن يسمح له بدخول جامايكا.
في يناير 2019، قال مدير السياحة دونوفان وايت إن السائحين من مجتمع المثليين مرحب بهم وأن الجامايكيين ليس لديهم عداء مفتوح للزائرين من مجتمع المثليين خلال مؤتمر صحفي في سوق السفر الكاريبي في مونتيغو باي.

### حوادث معينة
في يونيو 2004، تم طعن العضو المؤسس والوجه العام المنتدى الجامايكي للمثليات وجميع الجنسانيات والمثليين والناشط الرئيسي في مجال حقوق المثليين في جامايكا ، براين ويليامسون، حتى الموت في منزله. قضت الشرطة أن القتل كان نتيجة لسرقة، لكن المنتدى يعتقد أن قتله كان جريمة كراهية. عقدت باحثة في منظمة هيومن رايتس ووتش، ريبيكا شلايفر، اجتماعًا مع ويليامسون في ذلك اليوم ، ووصلت إلى منزله بعد وقت قصير من اكتشاف جثته:
وجدت حشد صغير يغني ويرقص. وقال رجل، «باتي بوي (batty boy) قتل». كان الآخرون يحتفلون ويضحكون ويصرخون «هيا بنا نقتلهم واحدا تلو الآخر»، «هذا ما تحصل عليه بسبب الخطيئة». غنى آخرون «بوم باي باي»، وهو خط من أغنية دانسهول معروفة للنجم الجامايكي بوجو بانتون حول إطلاق النار وحرق الرجال المثليين. يقول شلايفر: «لقد كانت مثل الحفلة، كانوا أساسا يحتفلون».
ذكرت هيومن رايتس ووتش أيضًا أن الشرطة ساعدت المشتبه به على التهرب من هويته، ورفضت باستمرار النظر في إمكانية وجود دوافع لمعاداة المثليين للقتل، حيث زعم الضابط الأعلى المسؤول عن التحقيق أن «معظم أعمال العنف ضد المثليين جنسياً داخلية. ليس لدينا حالات الرجال المثليين الذين يتعرضون للضرب من قبل المغايرين.»
تم إطلاق النار على صديق لـ ويليامسون، لينفورد "ستيف" هارفي، الذي كان يعمل في «التدخلات المستهدفة» في «جامايكا الإيدز لدعم الحياة»، في عشية اليوم العالمي للإيدز في العام التالي. وورد أن مسلحين اقتحموا منزله وطالبوا بالمال، وطالبوا بمعرفة «هل أنت باتي مان (battymen)؟» «أعتقد أن صمته ورفضه الإجابة على هذا السؤال قد أجابهم»، هكذا قالت إيفون مكالا سوبرز، رئيسة جمعية «عائلات ضد إرهاب الدولة». «ثم فتحوا جهاز الكمبيوتر المحمول الخاص به ورأوا صورة له مع شريكه في نوع من العناق الذي أظهر أنهما كانا معًا. فاخذوه للخارج وقتلوه». اتُهم ستة أشخاص بالقتل. بدأت محاكمتهم ثم تم تأجيلها في عام 2007. واستؤنفت في عام 2012، في عام 2014، تم إطلاق سراح أحد المشتبهين بهم.
في أبريل/نيسان 2006، قام طلاب في حرم منى بجامعة جزر الهند الغربية بأعمال شغب حيث حاولت الشرطة حماية رجل طاردته في الحرم الجامعي لأن طالبًا آخر زعم أن الرجل حاول إغراءه في الحمام. طالب الطلاب بتسليم الرجل إليهم. تفرقت فقط عندما تم استدعاء شرطة مكافحة الشغب وأطلق ضابط النار في الهواء.
في نوفمبر/تشرين الثاني 2012، قام اثنان من حراس الأمن في الحرم الجامعي بضرب طالب جامعي مثلي الجنس، حسبما ورد، عندما لجأ من مجموعة من الطلاب الذين كانوا يطاردونه. قامت شركة الأمن بفصل الحارسين، وتم إدانة عملهما من قبل الجامعة التكنولوجية وكذلك شركة الأمن. أنشأت الجامعة مجموعة عمل لتطوير برنامج التوعية والتعليم للتعامل مع التعصب والتنمر والتوصية بالتدابير التصحيحية.
في أغسطس/آب 2013، طُعن رجل مثلي الجنس بشكل مفتوح في مونتيغو باي حتى الموت في منزله، ثم أُحرق منزله. في وقت سابق من هذا الشهر، أُجبر رجلان كان ينظر إليهما من قبل السكان الغاضبين على أنهما مثليان جنسيا على اللجوء إلى مركز للشرطة بعد حادث سيارة بسيط. في يوليو، طعنت جموع في سانت جيمس شابا عمره 16 عاما حتى الموت، وهو دواين جونز، الذي كان شابا غير مطابقة للمواصفات بين الجنسين.
في أغسطس 2017، تم العثور على ديكستر بوتينجر، الناشط المثلي الجامايكي، المصمم، وجه فخر جامايكا 2016 و 2017، مقتولاً في منزله في سانت أندرو.

### المواقف العامة تجاه الأشخاص من مجتمع المثليين
أظهر استطلاع عام 2001 أن 96% من الجامايكيين يعارضون أي خطوة تسعى إلى تقنين العلاقات المثلية.
نُشرت نتائج «الاستطلاع الوطني لمواقف وتصورات الجامايكيين نحو العلاقات الجنسية المثلية» في عام 2011. واستناداً إلى استطلاع عشوائي أجري في أواخر عام 2010 شمل 1,007 جامايكي، تتراوح أعمارهم بين 18 و 84 عامًا، عارض 85.2% إلغاء تجريم المثلية الجنسية بين البالغين الموافقين. بالإضافة إلى ذلك، قال 82.2%: إن المثلية الجنسية بين الرجال غير أخلاقية، ويعتقد 75.2% أن المثلية الجنسية بين الإناث غير أخلاقية، ويعتقد 75.3% أن العلاقات مزدوحة التوجه الجنسي غير أخلاقية.
في عام 2008، تم إجراء استطلاع للرأي شمل 1,008 من الجامايكيين نصه «هل توافق أو لا توافق على أسلوب حياتهم، هل تعتقد أن المثليين جنسياً لهم نفس الحقوق والامتيازات الأساسية التي يتمتع بها الأشخاص الآخرون في جامايكا؟» قال 26% «نعم»، و 70% قالوا «لا»، و 4% لم يعرفوا.

## الجندر

### رهاب المثلية على أساس تقديس الرجولة
لدى جامايكا بنية اجتماعية يسيطر عليها الذكور بشدة.ونتيجة لذلك، يُشيد بالزنا والخيانة الزوجية كدليل على قوة الرجولة في كلمات الأغاني الشعبية، وخاصة في موسيقى دانسهول الجامايكا. يُنظر إلى المثلية الجنسية (أي الجنس من الدبر) في هذا السياق على أنه إهانة محتملة لـ «المثالية» الذكورية. وبالمثل، تشجع الموسيقى الشعبية وتقدس معيارية المغايرة ورهاب المثلية العنيف في الثقافة الجامايكية.
أغنية دانسهول الجامايكية المشهورة «بوم وداعا وداعا» للمغني «بوجو بانتو» تقول: «بوم وداعا/ في باتي بوي/ فتى فظ لا تشجيع أي رجل مقرف /» يجب أن يموتوا"". (بالإنجليزية: “Boom bye bye / Inna batty bwoy head / Rude boy no promote no nasty man / Dem haffi ded”)‏ الأغنية، التي تسمع عادة في سياقات دانسهول أكثر من عشر سنوات بعد صدورها، تدعو صراحة إلى قتل الرجال الكويريين. هذه الأغنية شائعة في موسيقى دانسهول وتعكس رهاب المثلية «في كل مكان» في جامايكا. تُعزى الأشكال الخبيثة من رهاب المثلية في جامايكا إلى قواعد فرط الذكورة، والتي تعادل تقريبًا السلوكيات الجنسية المرتبطة بالرجولة (بالإسبانية: machismo)‏ في أمريكا الوسطى والجنوبية.
يتم تعزيز رهاب المثلية الجنسية في جامايكا من خلال الارتباط المعاصر للمثلية الجنسية بالاستعمار، وبالتالي كون رهاب المثلية ضد الاستعمار. يصف الباحث واين مارشال أنه في جامايكا ، يُعتقد أن أعمال المثلية الجنسية هي «منتجات منحلة من الغرب» و «بالتالي تُقاوم إلى جانب أشكال أخرى من الاستعمار، ثقافيًا أو سياسيًا.» الأغنية «ديم باو» (بالإنجليزية: Dem Bow)‏ من قبل «شابا رانكز»، حيث يتم إدانة المثلية الجنسية بعنف إلى جانب الدعوة إلى «الحرية للناس السود». هذا على الرغم من الأدلة الواسعة النطاق على اعتبار المثلية الجنسية طبيعية في إفريقيا ما قبل الاستعمار، بالإضافة إلى الدليل على أن الاستعمار أدخل بالفعل رهاب المثلية في المجتمعات الأفريقية.
تم تعريف الهوية الجنسية الذكورية الجامايكية منذ فترة طويلة في معارضتها للمثلية الجنسية. وفقًا للدكتور كينغسلي راجاشانتي ستيوارت، أستاذ الأنثروبولوجيا بجامعة جزر الهند الغربية، «إن الكثير من الرجال الجامايكيين، إذا وصفتهم بأنهم مثليون جنسياً ... سوف يتعرضون للعنف على الفور. إنها أسوأ إهانة يمكن أن تقال لرجل جامايكي». يعتقد الدكتور ستيوارت أن رهاب المثلية يؤثر على كل جانب من جوانب الحياة تقريباً ويشكل لغة شباب الغيتو اليومية. «يبدو الأمر كما لو أنك تقول ،» عد إلى هنا، (بالإنجليزية: Come back here)‏ سيقولون، «لا ، لا ، لا، لا» أعود". (بالإنجليزية: 'No, no, no don't say 'come back'.)‏ عليك أن تقول "تعال إلى الأمام" (بالإنجليزية: 'come forward')‏، لأن العودة تعني ضمناً أنك "تستمني في الخلف" (بالإنجليزية: coming in the back)‏، أي كيف يمارس الرجال المثليون الجنس".

#### المواقف حول المثليات
بالنسبة للمثليات في جامايكا، فإن الوضع أكثر غموضًا. بشكل عام مع العديد من البلدان التي تكون فيها الأفعال الجنسية المثلية غير قانونية أو غير قانونية، يشير التشريع على وجه التحديد إلى الأفعال بين الذكور (السدومية)، مما يجعل النشاط الجنسي المثلي بين الإناث قانونيًا عن طريق الإغفال. كتب كاتب عام جامايكا غلينر موريس كارجيل، الذي أيد وجهة نظر «رعاية» فيما يتعلق بأثر البيئة في التوجه الجنسي، في عام 1999:
يبدو أن هناك منطقًا معينًا في المثلية الجنسية للإناث. لأنه إذا كان هذا صحيحًا، على نطاق واسع، فإننا نكتسب أول توجهاتنا الجنسية في الطفولة، وتكتسب الفتيات اللائي يتم تربية أطفالهن ومرضعاتهن من قبل أمهاتهن، والممرضات والأقارب الإناث ما يمكن اعتباره مودة جنسية «طبيعية» لجنسهم. لكن هذا لا ينطبق على الأطفال الذكور، لذلك يبدو لي أن هناك فرقًا جوهريًا بين المثلية الجنسية بين الذكور والإناث.
غير أن منظمة العفو الدولية تلقت تقارير عن أعمال عنف ضد مثليات الجنس، بما في ذلك الاغتصاب وغيره من أشكال العنف الجنسي. يقال إن المثليات تعرضن للاعتداء على أساس المظهر «البدني» أو علامات «مرئية» أخرى على النشاط الجنسي. تأتي بعض تقارير الاختطاف والاغتصاب من مجتمعات داخل المدن، حيث أعربت المنظمات غير الحكومية المحلية عن قلقها إزاء ارتفاع معدلات العنف ضد المرأة.
على الرغم من وقوع احتفالات مدنية للمثليات، إلا أن جامايكا لا تعترف بأي أساس قانوني للشراكات بين النساء. في عام 2012، أقامت زوجتان أمريكيتان مولودتان في جامايكا نيكول ي. دينيس بن وإيما بن أول حفل زفاف مثلي في جامايكا، على الرغم من أن زواجهما لم يكن معترف به قانونيًا في جامايكا، إلا أنهما بموجب القانون، تزوجا قانونًا في ولاية نيويورك (التي قننت زواج المثليين في عام 2012) حيث تقيمان. أقامت الزوجتان حفل زفافهما في جامايكا بعد زواجهما الشرعي في الولايات المتحدة.

## الأفراد المتحولين جنسيا
ما يجعل حياة الأفراد المتحولين جنسياً في جامايكا مختلفة عن تلك الموجودة في البلدان الأخرى هو حقيقة أن المجتمع الجامايكي لديه تسامح منخفض للغاية للأفراد من مجتمع المثليين، وخاصة النساء المتحولين جنسياً من الذكور إلى الإناث، وفقاً لدراسة حالة أجرتها معهد سير آرثر لويس للدراسات الاقتصادية الاجتماعية التابع لجامعة الهند الغربية. تؤثر الوصمات التي يتعرض لها هؤلاء الأفراد على تصوراتهم للعالم، وعند استيعاب هذه الوصمات، تصبح عملية العلاج أكثر صعوبة. تنشأ وجهة نظر أن الأطباء سوف يوصمون المرضى أو يعاملونهم معاملة سيئة بسبب عدم الاهتمام بالعلاج الجاري تنفيذه. في النهاية، يؤدي التسامح المنخفض إلى حصول المرضى على علاج أقل بشكل عام.

## الدين

### رهاب المثلية على أساس الدين
يعتبر العديد من الجامايكيين مسيحيين متدينين ويدعون أن موقفهم المعادي للمثليين قائم على أسس دينية.
في يونيو 2013، احتشد قساوسة الكنيسة الجامايكية حوالي 1,500 شخص في كينغستون لدعم قوانين الجنس من الدبر في البلاد. قال القس ليزلي باكلاند من كنيسة المسيح إن نشطاء المثليين يحاولون «السيطرة على العالم» من خلال تحديهم للقوانين. وقال باكلاند إنه إذا تم إلغاء القوانين، فإن الناشطين «سيعودون إلى المحكمة ليصبح من المخالف للقانون التحدث عن نمط الحياة الجنسية المثلية».
في فبراير 2006، أعلن تحالف من قادة الكنيسة وأعضاء من الزمالة المسيحية للمحامين معارضتهم لأحكام الخصوصية الواردة في ميثاق حقوق مقترح من شأنه أن يشكل الأساس لدستور جامايكي معدل. وكان من بين المخاوف الرئيسية أن المثلية الجنسية يمكن أن تكون قانونية، على الرغم من أن وزير العدل أ. ج. نيتشولسون وزعيم المعارضة، بروس جولدينج، نفوا ذلك وعارضوا إلغاء تجريم الجنس من الدبر.
كتب سيسيل غوتسمور من جامعة جزر الهند الغربية أن الأصوليين الدينيين يعتقدون أن الكتاب المقدس يعلن بشكل مختلف أن المثلية الجنسية «رجس» أو «محبة دنيئة» أو «غير لائقة» أو «ليس طبيعيًة» أو «شكلاً من أشكال عدم التدين».
أولئك الذين يرتكبون هذه الخطيئة العظيمة يفسرون بشكل لا لبس فيه ... كمواطنين شرعيين يعاقبون بالعنف المطلق، وهو مصير لا يتعامل معه مباشرة الرب نفسه فحسب، بل يفترض أيضًا من قبل أولئك الذين يعتبرون أنفسهم كخدام مخلصين له ووكلاء محتملين من إرادته. هؤلاء الأشخاص يشعرون بنوع من التبرير الصواب ل ... التصرف بعنف نيابة عن الرب ضد المشكوك في كونهم مثليين والمثلية الجنسية. ... في جامايكا، تمثل الحجارة المجازية بحماس ومدمر شكل كلمات الأغاني المثلية الجنسية والخطب الحماسية وخطب المؤتمرات البرلمانية والحزبية التي تعبر عن رفض تغيير القوانين المعادية المثلية الجنسية.
يقر المنتدى الجامايكي للمثليات وجميع الجنسانيات والمثليين بأن مشاعر معاداة المثليين والمتحولين إلى المثليين والمتحولين جنسياً تتأثر بمقاطع معينة من الكتاب المقدس، لكنها تتعارض مع:
إن الاستيلاء من قبل الهيئات التشريعية على الإدانة المسيحية للمثليين جنسيا هو عملية تعسفية بحتة، وتسترشد إلى حد كبير بالتحيزات الفردية والتحيزات الجماعية. في حالة الخيانة الزوجية، التي ورد ذكرها أكثر بكثير في نص الكتاب المقدس، ليس لجامايكا أي قانون يتعلق بإدانتها أو محاكمتها. الأمر نفسه ينطبق على فعل الزنا.

### مواقف الراستافارية
هناك بعض مواقف المعادية للمثليين في حركة الراستافارية، وفقًا لشيخ راستافاري مجهول الهوية ومتعلم جيدًا في عام 2007:
السبب الحقيقي الذي يجعل متوسط "جاه دي (بالإنجليزية: Jah D)‏" في جامايكا لديه هذا النفور الشديد والعقلاني للمثلية الجنسية للذكور ليس ... بسبب «الخوف من الآخر»، ليس بسبب الأمر الكتابي؛ ليس بسبب «عدم الإفريقية» المزعومة ولا حقيقة أن جامايكا اسمياً «بلد مسيحي». إنه ببساطة لا يستطيع أن يتغاضى عن التخلي عن «نيب/تك» نظيفة للعلاقات الجنسية المغايرة من أجل الغزو غير الصحي وسط المواد المهدورة والبكتيريا غير الودية والجراثيم السامة.
يعارض كبير الرستافاريين «اياه الخامس» إلغاء قوانين الجنس من الدبر في جامايكا. «يجب أن أقف مع أولئك الذين يعارضون المثلية الجنسية لأن هذا ليس هو طريقنا. من وجهة نظر أفريقية أخلاقية وتقليدية، المثلية الجنسية غير مقبولة».
يدعم بعض الراستافاريين من جامايكا، مع ذلك، حقوق المثليين. قال الكاتب المولود في بريطانيا «بنجامين زفانيا» في عام 2005: «يؤلمني عندما أرى أن [جامايكا] ... مرتبطة الآن باضطهاد الأشخاص بسبب توجهاتهم الجنسية. أعتقد أنه من واجبي أن أدعو الجميع شعب جامايكا التقدمي ... لاتخاذ موقف ضد رهاب المثلية». أصدر «ميستا ماهاج بي»، رستافاري جامايكي المولد مقيم في الولايات المتحدة، في عام 2011 ألبوم ريغي مؤيد للمثليين بعنوان «التسامح» (بالإنجليزية: Tolerance)‏. «كينغ بي فاين» (بالإنجليزية: King B-Fine)‏، فنان راستافاري ريغي من مواليد جامايكا، يدعم حقوق المثليين علانية. وأوضح ذلك بعد بعض الجدل حول أغنيته «جاه ناه الميت» (بالإنجليزية: Jah Nah Dead)‏.

## ثقافة البوب

### تصوير المثليين والمثليات في الموسيقى الجامايكية الشعبية
( أوقفوا موسيقى القتل)

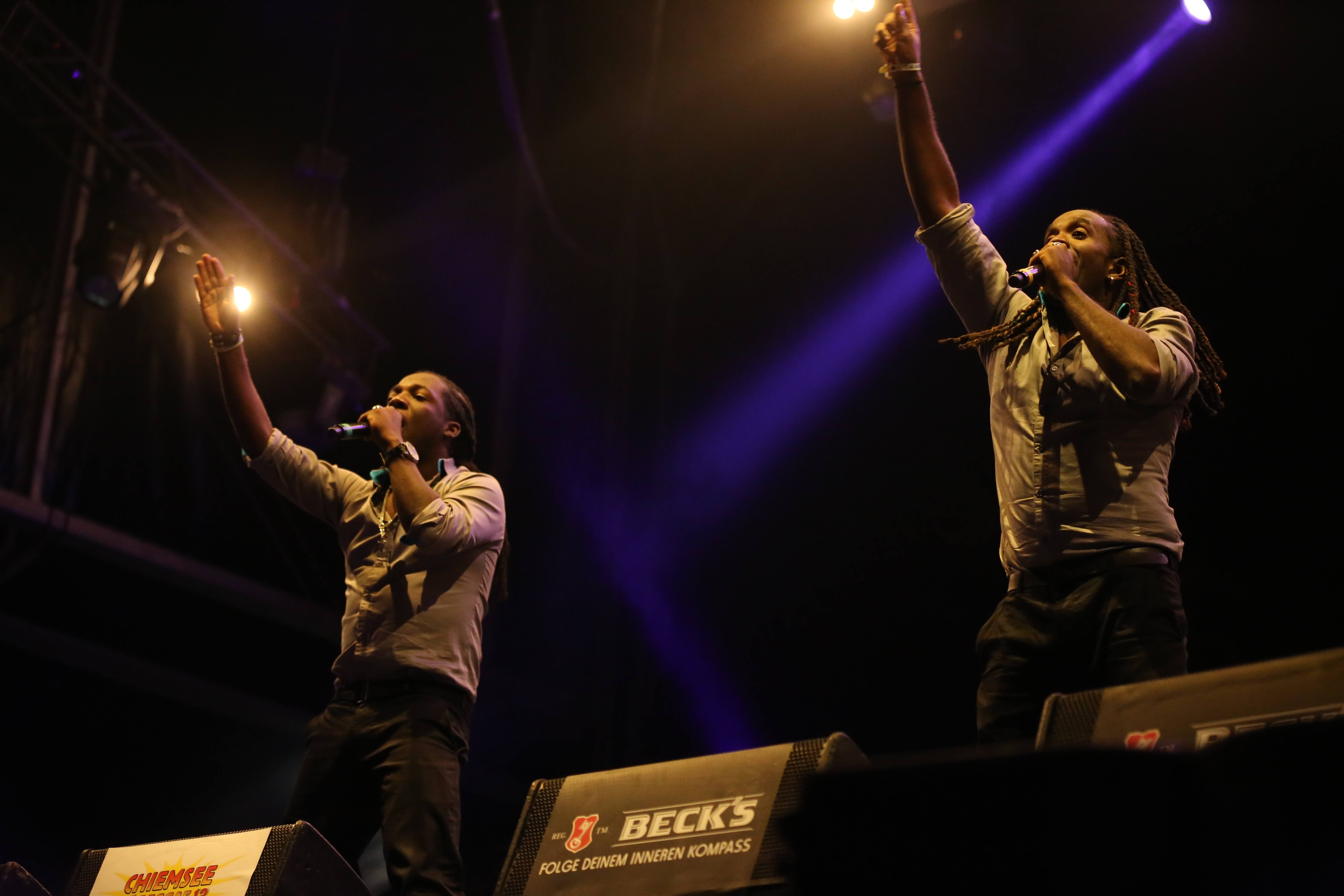
كانت مجموعة دانسهول الجامايكية تي.أو.كاي من بين العديد من الفنانين الذين رفضوا التوقيع على «قانون التسامح في الريغي».

الثقافة الشعبية في جامايكا لديها تقليد قوي من الموسيقى، بما في ذلك الريغي ودانسهول. نتيجة لذلك، يتمتع فنانوا الأداء بدور بارز، حيث يؤثرون في الرأي العام ويعكسونه. قالت وزارة الخارجية الأمريكية أنه في عام 2012 «من خلال الأغاني وسلوك بعض الموسيقيين، ساعدت موسيقى الدانسهول في البلاد على إدامة رهاب المثلية». في استعراضها لعام 2011 لجامايكا من أجل الامتثال بالعهد الدولي الخاص بالحقوق المدنية والسياسية، أعربت لجنة الأمم المتحدة لحقوق الإنسان عن أسفها إزاء «كلمات قاسية للموسيقيين والفنانين الذين يحرضون على العنف ضد المثليين جنسياً» وأوصت جامايكا بالتحقيق والمقاضاة، ومعاقبة الأشخاص الذين يفعلون ذلك.
قام فنانون مثل بوجو بانتون، باونتي كيلر، بيني مان، مافادو، سيزلا، إليفانت مان، كابليتون، تي.أو.كاي  وشابا رانكس، خلال حياتهم المهنية كتابة أو أداء، أو كليهما، أغانٍ تدافع عن مهاجمة أو قتل المثليين والمثليات.
بوجو بانتون، وفقًا لمجلة تايم، «هي شخصية معادية للمثليين والذي تدعو [1992] أغنيته» بوم باي-باي" (بالإنجليزية: Boom Bye-Bye)‏ إلى أن المثليين" يجب أن يموتوا" (بالإنجليزية: haffi dead)‏ الأغنية أيضًا "تفتخر بإطلاق النار على المثليين مع أوزيس وحرق بشرتهم بالحمض«مثل عجلة الإطارات القديمة». أصر مدير بوجو بانتون، دونوفان جيرمان، على أن «كلمات بوجو هي جزء من تقليد مجازي. إنها ليست دعوة حرفية لقتل الرجال المثليين».
تحتوي إحدى أغاني «بيني مان» (بالإنجليزية: Beenie Man)‏ على كلمات: «أنا أحلم بجامايكا جديدة، تعال نعدم كل المثليين». حث بونتي كيلر (بالإنجليزية: Bounty Killer)‏ مستمعيه على حرق «السيد الشاذ» (بالإنجليزية: "Mister Fagoty")‏ وجعله «ينزعج من الألم». قال إليفانت مان (بالإنجليزية: Elephant Man)‏ في إحدى أغانيه ، «عندما تسمع أن امرأة مثلية تتعرض للاغتصاب / إنه ليس خطأنا ... امرأتان في السرير/ هما امرأتان من السدوميات اللواتي يجب أن يموتن». (بالإنجليزية: "When you hear a lesbian getting raped / It's not our fault ... Two women in bed / That's two Sodomites who should be dead.")‏ إحدى أغاني سيزلا تشمل: «أطلق النار على باتي بوي، ينفجر مدفعي الكبير.» (بالإنجليزية: "Shot battybwoy, my big gun boom.")‏.
وقد دعا بعض الراستافاريين للعنف والتمييز ضد المثليين. عند الغناء عن الرجال المثليين، استخدم هؤلاء المدافعون مصطلحات مثل موما مان (بالإنجليزية: MAUMA MAN)‏، فاسي هول (بالإنجليزية: FASSY HOLE)‏، السيد بيرن (بالإنجليزية: MR. BURN)‏، ثقبة الفرج (بالإنجليزية: PUSSYHOLE)‏، شاذ (بالإنجليزية: FAGGOT)‏، فيشمان (بالإنجليزية: FISHMAN)‏، فاني مان (بالإنجليزية: FUNNY MAN)‏، بوجو مان(بالإنجليزية: BUJU MAN)‏، فريك مان (بالإنجليزية: FREAKY MAN)‏، بوب مان (بالإنجليزية: POOP MAN)‏، باغر مان (بالإنجليزية: BUGGER MAN)‏ والأكثر استخدامًا، باتي مان (بالإنجليزية: BATTY MAN)‏ و «تشي تشي مان» (بالإنجليزية: CHI CHI MAN)‏ (تشي تشي، في جامايكا، هي كلمة باللغة العامية تعني الحشرات).
عند الغناء عن النساء المثليات، استخدمن مصطلحات مثل سدوميات (بالإنجليزية: SODOMITE)‏ تشي تي غال (بالإنجليزية: CHI CHI GAL)‏ أو ببساطة مثليات (بالإنجليزية: LESBIAN)‏. أدان أعضاء من بوبو أشانتي، بما في ذلك مغنو دانسهول مثل شيتزلا، كابليتون، وأنتوني بي، كل ما يتعارض مع معتقداتهم: «أحرقوا السياسيين، أحرقوا الفاتيكان، أحرقوا الرجال تشي تشي ...» دافع بعض المطربين عن أنفسهم بالقول إنها «نار روحية».
قامت حملة دولية ضد رهاب المثلية من قبل مغنيي الريغي بقيادة منظمة آوترايج!، وهي منظمة دفاع عن حقوق المثليين متمركزة في المملكة المتحدة، وائتلاف أوقفوا موسيقى القتل المتمركز في المملكة المتحدة. تم التوصل في فبراير 2005 إلى اتفاق لوقف الكلمات المعادية للمثليين أثناء العروض الحية وعدم إنتاج أي مواد جديدة مضادة للمثليين أو إعادة إصدار أغانٍ مسيئة في فبراير 2005 بين ملصقات تسجيلات دانسهول والمنظمات التي تعارض كلمات القتل المضادة للمثليين.
وفقا لتقرير نشر عام 2005، المفوضية العليا الكندية في جامايكا تتطلب من المغني الذي يريد القيام بجولة في كندا بالتوقيع على إعلان الترفيه الذي يذكرت أنه قد قرأ وفهم تماما مقتطفات من القانون الجنائي، والميثاق الكندي للحقوق والحريات، وقانون حقوق الإنسان الكندي و«لن تشارك في أو تروج للكراهية ضد أشخاص بسبب توجهاتهم الجنسية ...». أثارت الدعوات لمقاطعة جامايكا وموسيقاها في كندا جدلاً حول الرقابة وحرية التعبير في جامايكا وكندا.
في أغسطس 2013، صرحت كوين إيفريكا بتعليقات معادية للمثليين في احتفالات الاستقلال الكبرى في كينغستون، والتي انتقدت على الفور ووصفت بأنها غير لائقة من قبل وزارة الشباب والثقافة الحكومية. منظمو مهرجان راستافاست في تورنتو، الذي عقد في وقت لاحق من نفس الشهر، أسقطوها من تشكيلة الحفلات الموسيقية بعد أن احتج العديد من الأشخاص والجماعات على إدراجها.
أظهر استطلاع عشوائي أجري عام 2010 على البالغين الجامايكيين أن 65.0% من أولئك الذين استمعوا إلى موسيقى الريغي عبروا عن حقدهم (أكثر المشاعر السلبية بين الاحتمالات الثمانية لمقياس ريدل) حول الأشخاص الذين يعيشون في علاقات مثلية. وكانت النسب المئوية لموسيقى دانسهول هي 62.8%، و 47.5% للإيقاع والبلوز، و 45.4% لأولئك الذين ليس لديهم تفضيل موسيقي، و 42.9% للإنجازات القديمة والإنجيل، و 35.3% للروك/البديل، و 30.8 في المائة للهيب هوب/الراب.

### تصوير المثليين والمثليات في الأدب
يتم تمثيل الأفراد المثليين في أعمال المؤلفين الجامايكيين مثل كلود مكاي، الذي غادر جامايكا في عام 1912 لمتابعة مسيرته المهنية في الكتابة في هارلم. مكاي هو واحد من أوائل مؤلفي الخيال الجامايكي الذين يكتبون عن المثلية الجنسية. ومع ذلك، امتنع عن الانفتاح على حياته الجنسية. في رواياته «عودة إلى هارلم وبانجو» (بالإنجليزية: Home to Harlem and Banjo")‏، يخلق عوالم «مثلية» حيث يتفاعل الرجال جنسيًا مع رجال آخرين. إن مكاي معروف على نطاق واسع ومقبول في أوساط المجتمع الأسود باعتباره شخصية قوية في عصر نهضة هارلم أكثر من كونه شخصية محورية في مجتمع غريب.

## فخر المثليين في جامايكا
في عام 2015، عقدت جامايكا احتفالاتها الأولى بفخر المثليين. ومع ذلك، لم يكن هناك أي مسيرة لأنه كان من شأنه أن يشكل خطرا على المتظاهرين، حسب المنتدى الجامايكي للمثليات وجميع الجنسانيات والمثليين.

## الصحة

### الصحة العقلية
في دراسة أجرتها المجلة الدولية للصحة الجنسية في عام 2007، والتي تم فيها اختيار أفراد مجتمع المثليين من مجموعات لدعم الأقليات الجنسية، وحقوق الإنسان، والرعاية والوقاية من فيروس نقص المناعة البشرية / الإيدز، تم تشخيص 13% من الأفراد الذين تمت مقابلتهم بالاكتئاب، و 11% لبى معايير تعاطي المخدرات. أفاد 76% من المشاركين بأنهم كانوا ضحايا لتجارب مسيئة قبل ما يصل إلى اثني عشر شهرًا من المقابلة، 19% منهم أبلغوا عن أعمال عنف جسدي. هناك العديد من مجموعات دعم حقوق الإنسان والأقليات الجنسية وبرامج مكافحة فيروس نقص المناعة البشرية/الإيدز الموجودة بالفعل في جامايكا والتي توفر الدعم الاجتماعي، وخدمات المعلومات، وتقديم المشورة، والتمثيل القانوني، والتعليم، ولكن العديد منهم يجادلون بأن هذه البرامج تفتقر إلى التنظيم وليس لديها ما يكفي من مستشاري الصحة العقلية.

### فيروس نقص المناعة البشرية/الإيدز

#### المقومات الأساسية
وفقًا لدراسة أجريت في عام 2015، فإن أحداث الحياة السلبية ومحو الأمية المنخفض لها تأثير على انتشار فيروس نقص المناعة البشرية بين الرجال الذين يمارسون الجنس مع الرجال في جامايكا. من خلال طريقة البحث، وجد الباحثون في هذه التجربة أن هذين العاملين عاملان أساسيان للعدوى، وقد وجد أن فيروس نقص المناعة البشرية هو الأكثر انتشارًا في الرجال الذين يمارسون الجنس مع الرجال والذين تعرضوا للاغتصاب. كان هؤلاء الرجال أقل احترامًا للذات، مما يؤدي غالبًا إلى انخفاض في القدرة على ممارسة الجنس الآمن. تميل عوامل الخطر لفيروس نقص المناعة البشرية التي تم تصنيفها بالفعل على أنها عوامل محددة مثل إستقبال الجماع الشرجي والشركاء غير المستقرين في الجنس إلى أن تكون أكثر شيوعًا بين أولئك الذين يمارسون الجنس مع الرجال الذين تعاملوا مع القضايا التي سبق ذكرها. وتشمل العوامل الأخرى الكامنة لفيروس نقص المناعة البشرية العمل كعاملين في تجارة الجنس، والذين يشكلون 41.1% من الذين شملهم الاستطلاع، والذين حددوا أنفسهم كمتحولين جنسيا، كما فعل 52.9% من المشاركين في الاستطلاع. إجمالاً، 31.4% من الرجال الذين شملتهم الدراسة كانوا مصابين بفيروس نقص المناعة البشرية.

إن وصف ما كان يحدث هنا هو «وصمة العار والتمييز» كان حقًا أقل من الواقع. في الغيتو كانوا يضعون إطارات حول الأشخاص الذين أصيبوا بالإيدز ويشعلون النار في الإطارات. كانوا يقتلون المثليين لأنهم يعتقدون أن الإيدز كان معديا. لقد كانت بيئة قاسية للغاية، وكانت هناك أشياء فظيعة للغاية تحدث.
ترتبط وصمة العار بفيروس نقص المناعة البشرية في جامايكا منذ بداية الوباء، ويرجع ذلك جزئيًا إلى ارتباطه بمثلية الذكور. الرجال الجامايكيون، على وجه الخصوص، قلقون جدًا من ارتباطهم بالمثلية الجنسية لدرجة أنهم يترددون في التماس خدمات العلاج والوقاية من فيروس نقص المناعة البشرية. يفترض أن الرجال الفقراء المصابين بفيروس نقص المناعة البشرية شاركوا في أعمال جنسية مثلية ويفترض أن الرجال الفقراء الذين يشاركون في هذه الأفعال مصابون بفيروس نقص المناعة البشرية. يبدأ بعض الناس في جامايكا بالتفكير في الانتحار عندما يتلقون تشخيص الإصابة بفيروس نقص المناعة البشري لأول مرة، ويتجذرون في الخوف من العزلة والتمييز الذي سينتج عن اكتشاف الآخرين وليس من احتمال الوفاة المرتبطة به. فيروس نقص المناعة البشرية هو مرض يُبلغ عنه، مما يؤدي إلى زيارة محقق اتصال يطلب أسماء الشركاء الجنسيين.
كما يشجع انتشار فيروس نقص المناعة البشرية على حدوث حلقة من اللوم والعنف، مما يؤدي إلى تهميش العنف ضد نمط حياة المثليين. تأخذ هذه الدورة معنى آخر بموجب القانون الجامايكي، الذي يجرم كل الجنس الشرجي وغالبًا ما يغض الطرف عن العنف ضد المثليين. قليلون هم على استعداد لتناول لغة حقوق الإنسان ضد ما يحدث للمثليين جنسيا والأفراد المصابين بفيروس نقص المناعة البشرية لأنهم يعتبرون مسؤولين عن انتشار فيروس نقص المناعة البشرية.
وجدت دراسة أجراها باحثون في مجال الإيدز أن نصف طلاب الجامعات الذين شملهم الاستطلاع في جامايكا شعروا بالتعاطف مع الرجال المغايرين والذين لم يشتغلوا في الدعارة الحاملين لفيروس نقص المناعة البشرية، لكنهم لم يشعروا بالشيء نفسه بالنسبة للرجال المثليين والمشتغلين في الدعارة. أظهرت هذه الدراسة بشكل أساسي أن إلقاء اللوم أقل على الأشخاص الذين أصبحوا مصابين بالفيروس من خلال أفعال «أقل سيطرة» مثل العلاقات الجنسية المغايرة أو تعاطي المخدرات. شعر العديد من الجامايكيين أن المشتغلين بالدعارة والمثليين جنسياً لا يجب أن يتعرضوا للشفقة بسبب إصابتهم بفيروس نقص المناعة البشري لأنهم كانوا يتصرفون بطريقة تعرض أنفسهم لخطر أكبر عن قصد.
الطبيعة السرية لثقافة المثليين في جامايكا تجعل التواصل مستحيلًا تقريبًا. أجبر الخوف من التعرف على شخص مثلي الجنس العديد من الرجال على الزواج المبكر على أمل تجنب الاتهامات في المستقبل. قالت ميريام مالوا، ممثلة برنامج الأمم المتحدة المشترك المعني بفيروس نقص المناعة البشرية/الإيدز في جامايكا، «[الرجال المثليين] يتزوجون بسرعة إلى حد ما، ولديهم أطفال بسرعة إلى حد ما لتنظيم أنفسهم، وهذه في الحقيقة قنبلة موقوتة». لا بد أن يكون للمثليين من الرجال الذين يرغمون على الزواج من امرأة علاقات خارج إطار الزواج. هذه العلاقات تضع زوجاتهم في خطر كبير للإصابة كذلك.

## ملخص
| قانونية النشاط الجنسي المثلي                                                             | للذكور (العقوبة: السجن لمدة 10 سنوات و/أو الأشغال الشاقة، نادرًا ما يتم تطبيقه، الإلغاء في الانتظار) |
| المساواة في السن القانوني للنشاط الجنسي                                                  | No                                                                                                  |
| قوانين مكافحة التمييز في التوظيف                                                         | No                                                                                                  |
| قوانين مكافحة التمييز في توفير السلع والخدمات                                            | No                                                                                                  |
| قوانين مكافحة التمييز في جميع المجالات الأخرى (تتضمن التمييز غير المباشر، خطاب الكراهية) | No                                                                                                  |
| قوانين مكافحة أشكال التمييز المعنية بالهوية الجندرية                                     | No                                                                                                  |
| زواج المثليين                                                                            | (حظر دستوري منذ عام 1964، يتم الطعن في الحظر في المحاكم)                                            |
| الاعتراف القانوني بالعلاقات المثلية                                                      | No                                                                                                  |
| السماح بالتبني للشخص العازب بغض النظر عن التوجه الجنسي                                   | No                                                                                                  |
| تبني أحد الشريكين للطفل البيولوجي للشريك الآخر                                           | No                                                                                                  |
| التبني المشترك للأزواج المثليين                                                          | No                                                                                                  |
| يسمح للمثليين والمثليات الخدمة علناً في القوات المسلحة                                    | No                                                                                                  |
| الحق بتغيير الجنس القانوني                                                               | No                                                                                                  |
| علاج التحويل محظور على القاصرين                                                          | No                                                                                                  |
| الحصول على أطفال أنابيب للمثليات                                                         | No                                                                                                  |
| الأمومة التلقائية للطفل بعد الولادة                                                      | No                                                                                                  |
| تأجير الأرحام التجاري للأزواج المثليين من الذكور                                         | No                                                                                                  |
| السماح للرجال الذين مارسوا الجنس الشرجي التبرع بالدم                                     | No                                                                                                  |